# بورنا بوی
بورنا بوی (انگلیسی: Burna Boy؛ زادهٔ ۲ ژوئیهٔ ۱۹۹۱) خواننده، ترانه‌نویس، و موسیقی‌دان اهل نیجریه است. وی از سال ۲۰۱۲ میلادی تاکنون مشغول فعالیت بوده‌است.